# 清水幾太郎
清水 幾太郎（しみず いくたろう、1907年7月9日 - 1988年8月10日）は、日本の社会学者・評論家。学習院大学教授などを歴任。

## 経歴
1907年、東京市日本橋区（現在の東京都中央区）の竹屋の息子として生まれた。祖父は江戸幕府旗本であった。獨協中学、旧制東京高校を経て、東京帝国大学文学部社会学科卒業。文学部社会学科時代の恩師は戸田貞三。在学中からオーギュスト・コントの研究にいそしむ。中学時代にドイツ語を学んで堪能であったが、フランス語は大学時代に習得したものである。
大学卒業後、1931年東京帝国大学社会学研究室副手に採用された。社会学研究室副手の2代前の副手が同じ戸田貞三門下の兄弟子牧野巽で、牧野は清水を弟と思い、清水は牧野を兄と思い親しくしていた。
1932年より「唯物論研究会」幹事。1938年より「昭和研究会」文化委員。1939年からは東京朝日新聞社学藝部専属。1941年には讀賣新聞社論説委員。終戦時は海軍技術研究所嘱託であった。
戦後、1946年に二十世紀研究所を設立。1949年、平和問題談話会を設立。1949年から1969年まで学習院大学教授をつとめた。戦後の平和運動（＝反米運動）において大きな役割を果たしたが、60年安保闘争の総括をおこなって以後は、運動面からは手を引き専ら著述に専念した。墓所は八王子市高尾霊園。

## 業績、社会に与えた影響

### 社会学者としてに関して
- 富永健一は、清水の『社会学講義』こそが戦後日本の最初の体系的社会学書と評している[6]。

- 現代思想研究会を主宰して香山健一・森田実・中嶋嶺雄らを育てた。

### 文筆に関して
- 林達夫とならぶ優れた日本語の書き手としても評価され、清水自身も『論文の書き方』（岩波新書）をはじめ、文章の書き方を論じた著書を執筆している。1959年3月に刊行した『論文の書き方』は、初版3万部が即日完売、2刷3万部、3刷3万部も完売、1959年のベストセラー第2位、1987年までの累計130万部。2008年時点でも、永六輔『大往生』、大野晋『日本語練習帳』に次いで、岩波新書の売り上げベスト3に入っている[7]。
- 昭和30年代半ばころまでは、清水の文章は中学校や高校の国語の教科書にもよく掲載されていた[8]。

### 政治的言説に関して
『日本よ 国家たれ：核の選択』では反米という観点から平和運動を批判、平和運動からの振幅の大きさが論議を呼ぶと共に、核武装の主張をめぐって猪木正道らと論争。さらにかねてから親交のあった福田恆存にも、転向後に論難される。『核の選択-日本よ 国家たれ』は賛否両論、論壇以外の一般社会にも反響を呼び、「戦後最大のタブーに挑んで話題騒然清水幾太郎氏の『核の選択』」（『週刊文春』1980年6月5日号）など週刊誌記事にもなり、2008年の田母神論文以上の社会的騒動をもたらした。清水と福田恆存は、戦前からの知己であり、清水に徴用の通知がきて（1942年1月14日）、ビルマに赴くときの送別会には福田は宮城音弥などとともに出席しているほかに、福田は編集者時代に清水の著書『常識の名に於いて』の本づくりにも関り、序文の謝辞に福田が言及されており、清水が翻訳したジョン・デューイほか『創造的知性』（河出書房、1941年）の後記には「友人福田恆存氏の努力を俟つて漸く成つたものである」と謝辞が書かれている。また清水は定職がなかった福田に、太平洋協会アメリカ研究室研究員のポストを紹介したが、清水が『核の選択-日本よ 国家たれ』を発表すると、「私の読後感は不快感の一言に尽きる、怒りではない、寧ろ嘗ての友人、先輩に対する同情を混へた嫌悪感である」と厳しく批判する論文「近代日本知識人の典型-清水幾太郎を論ず」を『中央公論』（1980年10月号）に書いた。
作田啓一は、清水幾太郎と日高六郎を対比させ、日高の時評は「想像以上に社会学的であり、いくらか誇張すれば、時事的発言がそのまま彼の社会学の仕事となっている」と評しており、対して清水は日高ほどの一貫性がなく清水の時評は「社会学を超えたプラス・アルファの豊かさにある」と評している。
1949年から1969年まで学習院大学教授を務める。1953年、学習院大学に在学していた皇太子時代の明仁親王（後の天皇および上皇）が、6月のエリザベス2世の戴冠式列席他の海外公務により、出席日数が足りなくなり、安倍能成が教授会で「皇太子は特別の身分のかたであり、落第は不名誉なことなのだから、外遊中の見聞や語学の上達を考慮して進級を認めてもらいたい」と外国訪問を授業の代わりとして単位を与えるとする案が出されたが、清水は「異議があります」と手を挙げて口論となったが、清水は他の学生が苦労して単位を取得しているのに皇太子だけを特別扱いするべきではなく、それならば聴講生になっていただければ良いという論旨で反対したとされる。しかし以後、清水と安倍の関係は軋み始める。結局、皇太子は後期に進学できず、聴講生として勉強を続けることとなった。学習院大学教授の定年退官は70歳だったが、9年の任期を残して61歳で定年前退職したが、レジャー施設化した大学に愛想が尽きたことが理由の一つである。1969年1月18日、午後1時半から、学生・教え子・マスコミ関係者など主催者発表800人で最終講義がおこなわれ、演題のテーマはオーギュスト・コントで、機動隊が東大安田講堂を占拠する学生の排除に乗り出した日に当たった。最終講義は、『中央公論』（1969年3月号）に掲載され、前号の9万4000部より1万8000部多い、実売11万2000部であった。
1969年3月学習院大学退職後、4月には新宿区大京町にあった野口英世記念会館2階に「清水研究室」を設立した。
60年安保時に丸山真男は、強行採決は議会政治の破壊だとして反安保改定阻止運動を、反安保から民主主義擁護に目標転換するが、清水は1960年5月23日日本ジャーナリスト会議の事務所に翌日の教育会館の会合の打ち合わせに行った際に、「日高六郎etcみんな小生を警戒している。（中略）この打ち合わせの会で私は、『民主主義擁護』という話を初めて聞いた。（中略）彼らの間には、既に合意が出来ているようであった。（中略）とにかく、明日の会場に『民主主義擁護』のスローガンを大きく掲げることだけはやめてくれ、と言って、私は事務所を出た」。しかし、翌日の教育会館には『民主主義擁護』のスローガンが掲げられており、「私は、ああ、運動はもう無茶苦茶になってしまった、と感じた」と述懐している。1960年5月26日に『世界』依頼原稿を執筆したが、進歩的文化人の反安保改定阻止運動の『反安保』から『民主主義擁護』に目標転換されかけているている現状に反して、「本気で頑張っているのは全学連ぐらいなものである」という主旨のことを書き、進歩的文化人の目標転換に水をかける内容であり、吉野源三郎を含む『世界』編集部から原稿の掲載を断られる。『世界』常連執筆者の清水は、以後「最も遠い雑誌になった」と述懐しており、『世界』（1966年9月号）に、「安倍能成学習院院長追悼の辞」を寄稿した以外は、『世界』に執筆していない。
「無思想時代の思想」（『中央公論』1963年7月号）、「野党の思想的条件」（『中央公論』1963年9月号）、「新しい歴史観への出発」（『中央公論』1963年12月号）の3部作とそれを収録した『精神の離陸』（竹内書店、1965年）において、右旋回したと取りざたされ、大宅壮一は、これまで応援してきた「総評」「日教組」を叱っているうちに、自らの転向を第三者に証明した「叱り転向」と評した。1964年頃の梅本克己、佐藤昇、丸山真男の鼎談では、清水は「棄教派」と位置付けられ、60年安保以後から「新しい歴史観への出発」までの清水の右旋回を「アレヨアレヨという感じ」「マッハ的速さ（笑い）」と評されている。
『諸君!』に自伝「わが人生の断片」を連載（1973年7月号から1975年7月号まで）、平和問題談話会と60年安保改定阻止運動の内幕や、丸山真男など60年安保を共に戦った人々への反感などが書かれており、後年この自伝により多くの友人を失ったと述懐している。『週刊文春』（1975年5月21日号）には「あれから15年　おやおや清水幾太郎氏が書いた安保知識人批判」という記事が掲載、福田恆存は「われわれにしたってそうだけど、いつもモテないと気がすまないからでしょう。そこがよさでもあり、嫌なところでもある」とコメントしている。
清水は戦後ジャーナリズムのスターダムにのぼりつめ、1952年4月28日『図書新聞』による大学生・高校生への世論調査の「どんな人の執筆を希望しますか?」では、清水の希望者が格段に多く、1954年1月号〜6月号の『文藝春秋』『中央公論』『世界』『改造』の執筆ページ数ランキングでは、⓵小泉信三（88ページ）②阿部真之助（74・5ページ）③清水幾太郎（70ページ）④亀井勝一郎（66・5ページ）となる。
| 順位 | 氏名         | 投票数 |
| ---- | ------------ | ------ |
| 1    | 清水幾太郎   | 69人   |
| 2    | 中野好夫     | 57人   |
| 3    | 山本有三     | 35人   |
| 4    | 志賀直哉     | 33人   |
| 5    | 谷崎潤一郎   | 30人   |
| 6    | 小林秀雄     | 24人   |
| 7    | 南原繁       | 23人   |
| 7    | 都留重人     | 23人   |
| 8    | 上原専禄     | 22人   |
| 8    | 戒能通孝     | 22人   |
| 8    | 出隆         | 22人   |
| 8    | 石坂洋次郎   | 22人   |
| 9    | 大岡昇平     | 20人   |
| 9    | 川端康成     | 20人   |
| 9    | 笠信太郎     | 20人   |
| 9    | 中島健蔵     | 20人   |
| 9    | 中谷宇吉郎   | 20人   |
| 10   | 田宮虎彦     | 19人   |
| 10   | 武者小路実篤 | 19人   |
| 10   | 平野義太郎   | 19人   |

久野収の追悼エッセイの冒頭には以下ある。
竹内洋は、清水のラジカリズムは清水のような傍系知識人による正系知識人に対するヘゲモニー戦略であり、清水の平和問題談話会から60年安保にいたる左のラジカリズムも、「戦後を疑う」から「核の選択-日本よ 国家たれ」にいたる右のラジカリズムも、変節・転向・蕩児の帰還（林健太郎）とするだけでなく、知識人界のヘゲモニーを掌握する荒業のためであり、その限りでは一貫していると評している。
大久保孝治は、「戦略としての『庶民』」と清水の思想行動を評しており、それによると、西洋市民社会の個人を観念的に理想化して庶民を見下す進歩的文化人に対して、清水は庶民の背景にある匿名の思想（「国民の大部分がその日常生活のうちにおいて信じているもの」「経験・問題・願望」）に気づいて、自らの思想の梃子の支点として庶民を使い、「庶民という概念は、清水が自身を他の進歩的文化人と差異化するための、そして清水が参加していた社会主義的社会の実現を目指す運動のための一種の戦略的概念」と評している。清水は、日本の知識人が諸外国の学説を有難がり、独自性がないのは、匿名の思想に立ち入り、表現する努力を怠っているためと述べている。
生涯に、著書135冊、訳書39冊、編纂監修43冊、合計執筆数（著書含む）2582であり、非常に刊行著作が多い学者だった。
知識人の側面だけではなく、女性誌に女性相手の人生論を執筆、銀座の街についての対談、月刊誌や女性誌のグラビア、映画に出演するなど文化人の要素を持っていた。
葬儀委員長は林健太郎、友人として渡辺慧、嶋中鵬二、犬養康彦、黛敏郎、西岡武夫の名が並んでいる。新宿区若葉の四谷霊廟での密葬には、丸山真男、福田恆存、久野収などが臨席した。福田が霊廟を後にするとき、清水の妻にお悔やみの言葉をすると、清水の妻は「福田さん、あなたは清水の戦前からのお友だちでした。清水がまちがいそうになると、かならず書いてくれました。福田さんありがとう」と返答した。
東日本大震災後の2011年、『流言蜚語』が再版され注目を集めている。

## 戦前の言論と戦後の言論
戦前に東京朝日新聞社学藝部専属、讀賣新聞社論説委員として文筆活動をしていた。このことから戦前の言論を指弾する意見がある。昭和17年新年号の『改造』誌では「大東亜戦争という名称の底に潜んだ雄大な意図と構想とは、生活観の是正を可能にするであろうし、またこれを前提として、この大規模な戦争の遂行も可能になるであろう」という戦争賛美の発言や、1942年の著書『思想の展開』では「ヒトラー総統の下に、全ドイツの青年が自己の力と生命とを、文字通り民族の力と生命とに化している背後に、ドイツに於ける青年研究の伝統が横たわっていることを知るべきである」という発言や、『流言蜚語』では言論統制の肯定を著しており、暴露本『進歩的文化人　学者先生戦前戦後言質集』には清水について、次の副題が付けられている。
竹内洋は、情報局から新聞社に、何が禁止され、どこまでなら許容されるかなどの指定がきた時代であり、「満州事変以後の時代を文筆家として生きれば、軍部などに迎合した文章を書かないわけにはいかなかった」「（戦前の）清水の文章の片言隻句を挙げて、時勢への迎合を指摘したり、満州事変以前のマルクス主義に傾倒していた清水とそれ以後の清水を比べて転向だと批判するのは簡単」「清水のように軍部や警察の目を意識しながら、文章を書きつづらなければならなかったフリーのジャーナリスト苦衷やジレンマ」を指摘している。
清水は、原稿を執筆する際に「運よく出来た隙間に向かって、自分の意図や願望を吹き込んでいた」としており、竹内は「あとからの言い訳に過ぎないとはいえない」と評している。清水は著書『論文の書き方』で具体例として、『東京朝日新聞』（1939年11月8日）の欄「槍騎兵」を挙げている。1937年の国民精神総動員の閣議決定と国家総動員法の後、国民精神総動員中央連盟をはじめとする教化総動員運動のころ、神社の前を通過するときは、敬礼をしなければならない時代のエッセイ（タイトルは「敬神の精神」）で、青年はバスのなかで神社が見えると、帽子を取ってお辞儀をしたが、子供の手を引き大きな荷物をかかえた婦人がいたのにお辞儀をしていた、結局婦人には別人が席を譲った、このことから「敬神の念さへ表現してをればそれでよいといふ態度」であり、「神を涜すも甚だしい」とする。清水はこのエッセイで、権力より強制された慣習に対して「小さな皮肉を言ったつもり」「一句でも、一行でも自分の本音を忍び込ませるということに一種のスリルを味わっていた」とする。
鶴見俊輔はこの時期の清水の『流言蜚語』『常識の名に於いて』『思想の展開』などの文章を戦時ジャーナリズムの要求における「奉仕」と同時に「抵抗」と評している。
鶴見によると、「権力者に効果的に権力をふるう方法を教えた=奉仕（迎合）」、「権力の隙間にくいこんで行く=抵抗（皮肉）」といえる。
しかし同じ鶴見による別稿の清水の転向論は、上述した二重言論効果説はみられない。鶴見は、清水が転向しなかったとはいわずに、清水のプラグマティズム傾斜を「第一の転向」、翼賛運動への傾斜を「第二の転向」として、第二転向時代の清水論文「新しい国民文化」を高評価しており、鶴見によるとこの論文は今日の国民文化会議の序論であっても不思議ではなく、「よく見るならば、明白に、第一の転向点における同じ左派自由主義、社会的プラグマティズムの実質をもっている」と称賛、論文の後半「教育刷新の根本理念」を引用して、清水は人間主義・自由主義・実用主義・実証主義から「一歩も退いていない」従って、「非転向」であるとさえ評している。そして、清水が翼賛運動の既成事実に自己の理想を盛り込んだから、読者からは翼賛運動の支持と受けとめられてしまったとして、「不完全な翼賛運動家と完全な偽装転向者」の例として清水を挙げている。これにならうと、タテマエが翼賛運動家で、ホンネは偽装転向（抵抗）になる。
香内三郎は、清水が読売新聞論説委員として書いた社説を分析した結果、検閲官向けと読者向けに使い分ける二重性の特徴を指摘している。
香内によると、当局には「このままでは敗ける、もっと効率のよい総動員体制をとらなければ」という「合理・計算的人間」が存在したはずであるから、清水の言明は結局「合理的『戦争遂行』」に回収されるものであったする。
日高六郎は『現代随筆全集13　三木清・清水幾太郎集』（1953年）の解説において、清水は偽装転向どころか、戦前・戦後いささかもぶれていなかったと手放しの賛辞を送っている。
日高は清水の『社会的人間論』（1952年）の解説で、『社会的人間論』の初版の1940年は、皇紀2600年の盛大な盛り上がりのなかで、日独伊三国同盟が締結され、多くの日本人は浮かれていたが、少数の者はそのような時勢に背を向けており、まさにその一人は清水であったとして、『社会的人間論』は「圧倒的な超国家主義の重圧から、なんとかして個人の権利を救い出したいという」意図で書かれたと述べている。清水の『社会学ノート』（1958年）の解説では、『社会学ノート』に所収されている戦前の論文は「いずれも時代の反動的傾向への批判をふくみ、個人の行動の意味と権利を主張していることは、とくに私の興味をひきます」と賛辞を送っている。竹内洋は、日高は清水の東京高等学校と東京帝大文学部社会学研究室の後輩であり、また同じ進歩的文化人であり、さらに清水から解説を依頼されているが、それを差し引いたとしても「手放しの礼賛には、やはり疑問符がつけられる」と評している。竹内は、清水の1943年の論文「敵としてアメリカニズム」（『中央公論』1943年4月号）を、アメリカニズム自体を敵として、アメリカニズムを支える思想や哲学自体と闘わなければならないと「総力戦の一翼としての文化の戦線」を煽る時局迎合論文として、戦局や言論統制が厳しさを増すなかで、新聞・雑誌に皮肉を書く余地はほとんどなくなり、「清水をいたずらに責めることはできない」としつつも、日高の「氏が顔を赤らめなければならないようなものが、まつたく存在しない」という清水評が、「大仰な賛辞であるということははっきりする」と述べている。
菅孝行は、鶴見や日高が戦前の清水を高評価していることを以下述べている。
菅によると、学問的な著作であれば迎合はみられないが、新聞や雑誌の時評文では迎合せざるをえず、時評文は、皇道主義の言説は見いだせないが、「『進歩的』『合理的』な社会学の教養の一切を動員した、時代への翼賛が充満している」という。
天野恵一は、鶴見の清水論「権力者に効果的に権力をふるう方法を教えた=タテマエ（迎合）」、「権力の反対者にたいしては権力の隙間に効果的にくいこんで行く方法を教えた=ホンネ（抵抗）」を裏返しにした「権力者に効果的に権力をふるう方法を教えた=ホンネ（深層）」、「権力の反対者にたいしては権力の隙間に効果的にくいこんで行く方法を教えた=ミカケ（表層）」として、清水は真正ファシストであり、抵抗者でもなく、偽装転向でもないと徹底的な清水批判をおこなっている。
鶴見が高評価した「新しい国民文化」を以下批判する。
鶴見が高評価した「教学刷新の根本理念」も切り捨てている。
竹内洋によると、天野の言わんとするのは、清水はファナティックかつ神がかりな皇道主義者ではなく、文章には人間尊重・科学の重視が含まれているがゆえに、「合理的、科学的理論を縦横に駆使した」ファシズムだという。日高が高評価する『社会的人間論』も、「『進んで組織のある新しい全体を作り、自己をそこに生かさうと努める』個人、基礎的社会（国家）の拡大という歴史の流れに対応できる新しい個人、そのようなある全体を前提にした個人主義が説かれる」、「個人を社会の立場から救い出す、オルガノロギーの香りの強い個人主義の主張である」として、『社会的人間論』は原理論的性格の書物であるため、社会と個人の調和をあとからどうとでもいえるが、時評文は「社会と個人の調和の方向は新体制（ファシズム）に求められている」と述べている。
60年安保までの進歩的文化人の旗手だった清水の右傾化は、多くの進歩的文化人から反撥をかい、進歩的文化人時代の清水を肯定して、現在の右傾化した清水を否定する言説が溢れており、天野はそのような言説を以下のように批判している。
竹内洋によると、天野の真正ファシスト説は、ホンネ一本説となり、「読者を唸らさなければならない」「コッソリ忍び込ませた文字」というジャーナリスト特有の性質を掬い上げることができず、「結局は……に帰着」=「結果至上主義」となってしまうという。
竹内洋によると、天野の結論は、清水は戦前からそもそもファシストであり、戦後の転向は、翼賛時代に積極的に加担した理論の発見の過程であり、「清水の60年代の過程は30年代への回帰の過程」であり、現在の右傾化した清水は戦前からのそもそもの真正ファシストが顕現したまでということになり、清水の言論の襞が捨象され、結論は大味であり、さらにこの結論であれば、マルクス主義は摩滅過程に入っており、マルクス主義との訣別と新しい歴史観の提唱をおこなった清水の論文「新しい歴史観への出発」（1964年）を批評した林健太郎が、この論文を転向ではなく、平和問題談話会や60年安保の清水が逸脱していたという「蕩児の帰還」とする意見と同じだという。
竹山道雄は「新しい歴史観への出発」を以下のように批判している。
林健太郎は、竹山と同じく清水は60年安保後とそれ以前は違っているという認識は同じであるが、「違うところは」として以下述べている。
清水は戦後、『読売新聞』の社説を書いていたころを素直に反省している。
竹内洋によると、清水の主観としては、文章の「隠された意味」を重視したいが、文章の「客観的な役割」としては、文字通り受け取るように働いたという。
清水は座談会「知識人の生き方」において、転向について以下述べている。
清水は、歴史的に文章は検閲とともに歩み、検閲官は、文章の危険部分を発見能力を磨き、著述家は検閲官の眼を逃れる技術を磨き、思考密度が高くなったと述べている。

## 家族・親族
- 長女：清水礼子（禮子）は青山学院大学教授だった。
- 孫（礼子の子）：清水真木は明治大学教授である。
- 甥（妹の子）：赤峰幸生はファッションディレクター。株式会社インコントロ代表取締役社長。

## 著書

### 「著作集」および刊行のいきさつ
没する前年の1987年頃から「著作集」刊行を企図、清水の弟子筋が尽力したが、岩波書店はもとより、中央公論社、文藝春秋社なども引き受けず、同年末に弟子だった読売新聞記者による仲介の尽力で、新評論での刊行が決定した。
1988年3月末に5月25日開始予定で『清水幾太郎集』全11巻の予告パンフレットができたが、まもなく清水は倒れ緊急入院した（8月に没）が、同社の著作集刊行は中止された。竹内洋が「ある編集者」から聞いた話によると、娘の禮子が編集に不満だったという。
数年後に下記『清水幾太郎著作集』全19巻が刊行されたが、短期で絶版となった。
- 『清水幾太郎著作集』（講談社、1992〜93年、清水禮子責任編集）- 第9巻まで旧字旧かな表記

1. 「社會學批判序説／社會と個人」
2. 「流言蜚語／青年の世界／人間の世界」
3. 「社會的人間論／現代の精神 他」
4. 「常識の名に於いて／心の法則 他」
5. 「組織の條件／美しき行為」
6. 「民主主義の哲學／私の讀書と人生 他」
7. 「社會學講義」
8. 「愛國心／「匿名の思想」 他」
9. 「社會心理學／ジャーナリズム 他」
10. 「「運動」の内外／私の心の遍歴」- 以降は現行かな表記
11. 「精神の離陸／見落された変数」
12. 「現代思想」
13. 「倫理学ノート」
14. 「わが人生の断片」
15. 「この歳月」
16. 「昨日の旅／現代史の旅」
17. 「戦後を疑う／「新しい戦後」他」
18. 「オーギュスト・コント／私の社会学者たち」
19. 「補遺・年譜・著作目録・執筆目録 他」

※未刊だった新評論版「著作集」と解説予定者
1. 流言蜚語（解説吉本隆明）
2. 環境の中の人間（解説三國一朗）
3. 社会学講義（解説田原音和）
4. 社会心理学（解説藤竹暁）
5. 安保敗北の思想（解説松本健一）
6. 現代思想（解説西部邁）
7. 倫理学ノート（解説中川久定）
8. 昨日の旅（解説森本哲郎）
9. オーギュスト・コント（解説霧生和夫）
10. 私の文章作法（解説野坂昭如）
11. わが人生の断片（解説渡辺京二）

### 単著
- 『社會學批判序説』（理想社出版部, 1933年）
- 『社会と個人――社会学成立史』（刀江書院, 1935年）
- 『日本文化形態論』（サイレン社, 1936年／東西文庫, 1947年）
- 『流言蜚語』（日本評論社, 1937年）→ ちくま学芸文庫（2011年）、改訂版
- 『社会的人間論』（河出書房, 1940年）、のち創元文庫・角川文庫
- 『新しき人間』（河出書房, 1941年）
- 『思想の展開』（河出書房、1942年）
- 『民主主義の哲学』（中央公論社, 1946年）
- 『社会学講義』（白日書院, 1948年）
- 『ジャーナリズム』（岩波書店［岩波新書］, 1949年）、復刊2021年
- 『二十世紀思想論』（河出書房, 1949年）
- 『青年の世界』（乾元本, 1949年）
- 『私の読書と人生』（要書房, 1949年）、のち潮文庫・講談社学術文庫
- 『生活の思索』（池田書店, 1950年）
- 『愛國心』（岩波新書, 1950年）→ ちくま学芸文庫（2013年）、改訂版
- 『社会心理学』（岩波書店, 1951年）
- 『市民社会』（創元社［創元文庫］, 1951年）、のち角川文庫
- 『私の社会観』（創元社, 1951年）、のち創元文庫・角川文庫
- 『私の教育観』（河出書房［市民文庫］, 1951年）
- 『学生論』（河出書房, 1951年／同 市民文庫, 1952年）
- 『日本の運命とともに』（河出書房, 1951年）
- 『日本の女性のために』（三笠新書, 1952年）
- 『人生と思想』（河出新書, 1953年）
- 『社会学ノート』（河出文庫, 1954年）、のち角川文庫
- 『女性のための人生論』（河出新書 上下, 1955年)
- 『日本が私をつくる――ドレイ根性からの解放』（光文社カッパ・ブックス, 1955年）
- 『私の心の遍歴』（中央公論社, 1956年）
  - 『清水幾太郎　私の心の遍歴』（人間の記録・日本図書センター, 2012年）、改訂版
- 『組織と人間』（平凡社, 1957年）
- 『現代知性全集 12 清水幾太郎集』（日本書房, 1958年）
  - 『日本人の知性 8　清水幾太郎』（学術出版会, 2010年）、復刻版
- 『現代思想入門』（岩波書店, 1959年）
- 『論文の書き方』（岩波新書, 1959年、改版2015年）
- 『社会学入門』（光文社カッパ・ブックス, 1959年）
- 『現代を生きる三つの知恵』（青春新書, 1962年）
- 『現代の経験』（現代思潮社, 1963年）
- 『現代人生論全集 10 清水幾太郎集』（雪華社, 1966年）
  - 『私の人生論9　清水幾太郎』 （日本ブックエース, 2010年）、復刻版
- 『現代思想』 （岩波書店［岩波全書］（上下）, 1966年）
- 『人間を考える』（人と思想・文藝春秋, 1970年）、選集
- 『私の文章作法』（潮出版社［潮新書］, 1971年／中公文庫, 1995年）
  - 『日本語の技術 私の文章作法』（ごま書房［ゴマブックス］, 1977年／中公文庫・新版、2022年、斎藤美奈子解説）
- 『倫理学ノート』（岩波書店［岩波全書］, 1972年／講談社学術文庫, 2000年）
- 『本はどう読むか』（講談社現代新書, 1972年）
- 『わが人生の断片』（文藝春秋, 1975年／文春文庫（上下）, 1985年／中公文庫（上下）, 2025年、品治佑吉解説）
- 『わが精神の放浪記1－日本人の突破口』（中央公論社［中公叢書］, 1975年）
- 『わが精神の放浪記2－無思想時代の思想』（中央公論社［中公叢書］, 1975年）
- 『この歳月』（中央公論社, 1976年）
- 『昨日の旅－ラテン・アメリカからスペインへ』（文藝春秋, 1977年／中公文庫, 1990年）
- 『オーギュスト・コント――社会学とは何か』（岩波新書 黄版, 1978年／岩波書店［評伝選］, 1995年）
  - 『オーギュスト・コント』（ちくま学芸文庫, 2014年）
- 『戦後を疑う』（講談社, 1980年／講談社文庫, 1985年）
- 『日本よ国家たれ――核の選択』（文藝春秋, 1980年）
- 『現代史の旅』（文藝春秋, 1983年）
- 『ジョージ・オーウェル――「1984年」への旅』（文藝春秋, 1984年）
- 『「社交学」ノート　世紀末に生きる』（文春ネスコ新書, 1986年）
- 『私の社会学者たち――ヴィーコ・コント・デューウイ ほか』（筑摩書房, 1986年）

### 編著
- 『岩波講座教育（1）世界と日本』（岩波書店, 1952年）
- 『青年』（有斐閣, 1959年）
- 『人間の研究（7）人間と歴史』（有斐閣, 1959年）
- 『現代思想事典』（講談社現代新書, 1964年）
- 『精神の離陸』（竹内書店, 1965年）
- 『社会科学におけるシミュレーション』（日本評論社, 1965年）
- 『世界の名著（36）コント・スペンサー』（中央公論社, 1970年）
- 『世界の名著 続（6）ヴィーコ』（中央公論社, 1975年）

### 共編著
- （二十世紀研究所・共著）『「物」の概念』（白日書院, 1948年）
- （大河内一男）『學生生活』（新評論社, 1952年）
- （都留重人）『匿名の思想　経済と政治』（筑摩書房〈現代日本評論選 第7〉, 1953年）- 前者が著書
- 『現代随想全集 第13巻 三木清集・清水幾太郎集』（創元社, 1953年）
- （猪俣浩三・木村禧八郎）『基地日本――うしなわれいく祖国のすがた』（和光社, 1953年）
- （古在由重・中野好夫）『世界大思想全集――社会・宗教・科学思想篇（1）』（河出書房新社, 1961-64年）
  - 他に『世界大思想全集――社会・宗教・科学思想篇（2）（8）（18）（31）』を担当
- （貝塚茂樹・田中美知太郎）『思想の歴史』（平凡社（全12巻）, 1965-66年）
- （辻村明・坂本二郎）『余暇時代と人間』（潮出版社, 1969年）

### 訳書
- デューイ『生の論理』（三笠書房［現代思想全書 第十四巻］, 1938年）
- ジンメル『断想――日記抄』（岩波書店, 1938年）
- ウェーバー／シュミット『政治の本質』（三笠書房, 1939年）
  - 『政治の本質』（中公文庫, 2017年、苅部直解説）-「職業としての政治」と「政治的なるものの概念」を収録
- チャールズ・ビアード『政治の経済的基礎』（白日書院, 1949年）
- ラルフ・リントン『文化人類学入門』（東京創元社, 1952年／改訳版・犬養康彦と共訳, 1984年）
- E・H・カー『新しい社会』（岩波新書, 1953年、改版1963年）
- ガストン・ブートゥール『戦争』（武者小路公秀と共訳、白水社［文庫クセジュ］, 1955年）
- E・A・コーエン『強制収容所における人間行動』（岩波書店, 1957年）
- L.ゴルドマン『人間の科学と哲学』（川俣晃自と共訳、岩波新書, 1959年）
- E・H・カー『歴史とは何か』（岩波新書, 1962年、改版2014年）
- クロード・デルマス『ヨーロッパ文明史』（白水社［文庫クセジュ］, 1963年）
- J.テインベルヘン『新しい経済』（岩波新書, 1964年）
- ケネス・ボールディング『20世紀の意味――偉大なる転換』（岩波新書, 1967年）
- ジョン・デューウィ『哲学の改造』（清水禮子と共訳、岩波文庫, 1968年）
- レフ・トロツキー『スペイン革命と人民戦線』（沢五郎と共訳、現代思潮社, 1969年、新版2008年）
- マックス・ヴェーバー『社会学の根本概念』（岩波文庫, 1972年）
- ロイ・ハロッド『社会科学とは何か』（岩波新書, 1975年）
- ケネス・ボールディング 『科学としての経済学』（日本経済新聞社［日経新書］, 1977年）
- ジンメル『社会学の根本問題』（岩波文庫, 1979年）
- ジンメル『愛の断想・日々の断想』（岩波文庫, 1980年）
- J・H・ブラムフィット『フランス啓蒙思想入門』（白水社, 1985年、新装復刊2004年、2025年）